# هاري درايفر
هاري درايفر (بالإنجليزية: Harry Driver)‏ هو كاتب سيناريو بريطاني، ولد في 13 مايو 1931 في Blackley ‏ في المملكة المتحدة، وتوفي في 25 نوفمبر 1973 في غلدفورد في المملكة المتحدة.

## وصلات خارجية
- هاري درايفر على موقع IMDb (الإنجليزية)
- هاري درايفر على موقع قاعدة بيانات الفيلم (الإنجليزية)